# Litavsko-bjeloruska Sovjetska Socijalistička Republika
 Ovo je glavno značenje pojma Litavsko-bjeloruska Sovjetska Socijalistička Republika. Za druga značenja pogledajte Litavska Socijalistička Sovjetska Republika.
Litavsko-bjeloruska Sovjetska Socijalistička Republika (LBSSR, LitBel, Litbel; litavski: Lietuvos-Baltarusijos Tarybinės Socialistinės Respublikos; bjeloruski: Літоўска-Беларуская Савецкая Сацыялістычная Рэспубліка; ruski: Литовско-Белорусская ССР) je bivša sovjetska republika. 
Postojala je na ozemlju današnje Bjelorusije i Litve jedno kratko razdoblje tijekom 1919., prije nego što je njeno područje pripojeno Poljskoj. Formirana je od Litavske i Bjeloruske Sovjetske Socijalističke Republike.
U prosincu 1918. Nijemci su napustili područje, i na 2. siječnja 1919. proglašena je Bjeloruska Sovjetska Socijalistička Republika, koja je u kombinaciji s Litavskom SSR tvorila LBSSR od 27. veljače 1919. godine.
Vođe ove tvorevine su bili Kazimir Cihovski (poljski: Kazimierz Cichowski, ruski: Казимир Генрихович Циховский), predsjedatelj Središnjega izvršnog odbora Kongresa sovjeta (danas bi to odgovaralo predsjedatelju parlamenta) i Vincas Mickevicius-Kapsukas (ruski: Винцас Симанович Мицкявичюс-Капсукас), predsjedatelj Sovnarkom (danas bi to odgovaralo premijeru).
Glavnim gradom joj je bio Vilnius/Vilna. U travnju je preseljen u Minsk, jer je Vilnius/Vilnu zauzela Poljska vojska tijekom poljsko-sovjetskog rata, i na koncu u Smolensk, u kolovozu 1919. godine.
LBSSR je raspuštena 25. kolovoza 1919., kada je cijelo ozemlje došlo pod kontrolu poljske vojske, Antante, Lietuvos Tarybe Antanasa Smetone, te Njemačke. 
Godine 1920., bjeloruske zemlje su pripojene Republici Poljskoj i Bjeloruskoj Sovjetskoj Socijalističkoj Republici.

## Poveznice
- Sovjetska Rusija
- Sovjetski Savez